# Командный чемпионат СССР по шахматной композиции 1977/1978
Чемпионат СССР по шахматной композиции 1977—1978 — 10-й чемпионат.
Проводился по тем же разделам и тем же числом досок, что и 9-й чемпионат. Участники — 11 команд; 184 задачи и этюда 138 авторов. Зачётных композиций — 89. Победитель — команда РСФСР (122½ балла из 150). Судьи: Ю. Фокин (главный судья), В. Лукьянов (двухходовки), В. Карпов и В. Савченко (трёхходовки), И. Ляпунов (многоходовки), Л. Митрофанов (этюды), В. Ведерс (кооперативные и обратные маты).
Составы команд-победительниц: 
1. РСФСР — В. Акчимов, Ю. Антонов, Ю. Базлов, Ю. Белякин, И. Давыдовский, В. Дедешин, В. Карпов, В. Козырев, В. Кондратьев, А. Копнин, Ю. Маклецов, А. Максимовских, Б. Назаров, С. Пугачёв, С. Пушкин, Г. Умнов (капитан), А. Феоктистов, В. Шавырин;
2. Москва — Д. Банный, Я. Владимиров, А. Гуляев, Л. Загоруйко, А. Калинин (капитан), В. Копаев, Н. Кралин, В. Лизунов;
3. Украина — С. Белоконь, Ю. Гордиан (капитан), М. Марандюк, В. Мельниченко, В. Мозжухин, В. Руденко, В. Сизоненко, Е. Узун, Н. Чернявский.

Победители по разделам: 
- двухходовки — Украина — 53 балла из 60;
- трёхходовки — Москва — 49½;
- многоходовки — Москва — 25;
- этюды — РСФСР — 52½;
- кооперативные и обратные маты — Белоруссия — 43.

## Таблица
| Команды     | Разделы, число досок и зачётных очков | Разделы, число досок и зачётных очков | Разделы, число досок и зачётных очков | Разделы, число досок и зачётных очков | Разделы, число досок и зачётных очков | Разделы, число досок и зачётных очков | Разделы, число досок и зачётных очков | Разделы, число досок и зачётных очков | Разделы, число досок и зачётных очков | Разделы, число досок и зачётных очков | Разделы, число досок и зачётных очков | Разделы, число досок и зачётных очков | Разделы, число досок и зачётных очков | Разделы, число досок и зачётных очков | Разделы, число досок и зачётных очков | Очки |
| Команды     | двухходовки                           | двухходовки                           |                                       | трёхходовки                           | трёхходовки                           |                                       | многоходовки                          | многоходовки                          |                                       | этюды                                 | этюды                                 |                                       | кооперативные маты                    |                                       | обратные маты                         | Очки |
| Команды     | 1                                     | 2                                     |                                       | 1                                     | 2                                     |                                       | 1                                     | 2                                     |                                       | 1                                     | 2                                     |                                       | 1                                     |                                       | 1                                     | Очки |
| ----------- | ------------------------------------- | ------------------------------------- | ------------------------------------- | ------------------------------------- | ------------------------------------- | ------------------------------------- | ------------------------------------- | ------------------------------------- | ------------------------------------- | ------------------------------------- | ------------------------------------- | ------------------------------------- | ------------------------------------- | ------------------------------------- | ------------------------------------- | ---- |
| РСФСР       | 10                                    | 11                                    |                                       | 15                                    | 12                                    |                                       | 11                                    | 8                                     |                                       | 15                                    | 15                                    |                                       | 11½                                   |                                       | 14                                    | 122½ |
| Москва      | 12                                    | 12                                    |                                       | 13                                    | 15                                    |                                       | 0                                     | 15                                    |                                       | 15                                    | 12                                    |                                       | 11                                    |                                       | 8                                     | 113  |
| Украина     | 14                                    | 15                                    |                                       | 9                                     | 12½                                   |                                       | 15                                    | 9                                     |                                       | 6                                     | 1                                     |                                       | 0                                     |                                       | 14                                    | 95½  |
| Азербайджан | 15                                    | 10                                    |                                       | 7                                     | 11½                                   |                                       | 6                                     | 9                                     |                                       | 7                                     | 9                                     |                                       | 8                                     |                                       | 10                                    | 92½  |
| Белоруссия  | 7                                     | 7                                     |                                       | 4                                     | 13                                    |                                       | 2                                     | 9                                     |                                       | 5                                     | 10                                    |                                       | 14½                                   |                                       | 14                                    | 85½  |
| Молдавия    | 4                                     | 9                                     |                                       | 10                                    | 7½                                    |                                       | 0                                     | 8                                     |                                       | 4½                                    | 7                                     |                                       | 11½                                   |                                       | 9                                     | 70½  |
| Ленинград   | 13                                    | 4½                                    |                                       | 0                                     | 4                                     |                                       | 0                                     | 0                                     |                                       | 13½                                   | 14                                    |                                       | 15                                    |                                       | 0                                     | 64   |
| Казахстан   | 0                                     | 2                                     |                                       | 4                                     | —                                     |                                       | 0                                     | 12                                    |                                       | 11                                    | 0                                     |                                       | 12½                                   |                                       | 6                                     | 47½  |
| Киргизия    | 2                                     | 3½                                    |                                       | 2½                                    | 0                                     |                                       | 0                                     | 6                                     |                                       | 13                                    | 0                                     |                                       | 3                                     |                                       | 5                                     | 35   |
| Грузия      | 7½                                    | 2½                                    |                                       | 3                                     | —                                     |                                       | —                                     | 3                                     |                                       | 14                                    | 0                                     |                                       | 3½                                    |                                       | —                                     | 33½  |
| Литва       | 2                                     | 2                                     |                                       | 6                                     | 7                                     |                                       | 0                                     | 0                                     |                                       | 2                                     | 0                                     |                                       | 0                                     |                                       | 3                                     | 22   |